# Bernes
Bernes és un municipi francès situat al departament del Somme i a la regió dels Alts de França. L'any 2007 tenia 298 habitants.

## Demografia

### Població
El 2007 la població de fet de Bernes era de 298 persones. Hi havia 114 famílies de les quals 24 eren unipersonals (4 homes vivint sols i 20 dones vivint soles), 41 parelles sense fills, 45 parelles amb fills i 4 famílies monoparentals amb fills.
La població ha evolucionat segons el següent gràfic:
Habitants censats

### Habitatges
El 2007 hi havia 134 habitatges, 111 eren l'habitatge principal de la família, 11 eren segones residències i 12 estaven desocupats. Tots els 134 habitatges eren cases. Dels 111 habitatges principals, 95 estaven ocupats pels seus propietaris, 13 estaven llogats i ocupats pels llogaters i 3 estaven cedits a títol gratuït; 1 tenia una cambra, 12 en tenien tres, 25 en tenien quatre i 73 en tenien cinc o més. 80 habitatges disposaven pel capbaix d'una plaça de pàrquing. A 47 habitatges hi havia un automòbil i a 54 n'hi havia dos o més.

### Piràmide de població
La piràmide de població per edats i sexe el 2009 era:
| Homes | Edats   | Dones |
| ----- | ------- | ----- |
| 0     | 95 o +  | 0     |
| 0     | 90 a 94 | 0     |
| 4     | 85 a 89 | 0     |
| 0     | 80 a 84 | 12    |
| 8     | 75 a 79 | 8     |
| 4     | 70 a 74 | 8     |
| 4     | 65 a 69 | 0     |
| 4     | 60 a 64 | 4     |
| 8     | 55 a 59 | 8     |
| 8     | 50 a 54 | 12    |
| 16    | 45 a 49 | 4     |
| 20    | 40 a 44 | 16    |
| 12    | 35 a 39 | 16    |
| 8     | 30 a 34 | 4     |
| 0     | 25 a 29 | 20    |
| 4     | 20 a 24 | 8     |
| 28    | 15 a 19 | 8     |
| 8     | 10 a 14 | 20    |
| 12    | 5 a 9   | 16    |
| 0     | 0 a 4   | 12    |

## Economia
El 2007 la població en edat de treballar era de 203 persones, 149 eren actives i 54 eren inactives. De les 149 persones actives 133 estaven ocupades (74 homes i 59 dones) i 16 estaven aturades (6 homes i 10 dones). De les 54 persones inactives 20 estaven jubilades, 19 estaven estudiant i 15 estaven classificades com a «altres inactius».

### Ingressos
El 2009 a Bernes hi havia 115 unitats fiscals que integraven 324,5 persones, la mediana anual d'ingressos fiscals per persona era de 13.970 €.

### Activitats econòmiques
Dels 3 establiments que hi havia el 2007, 2 eren d'empreses de comerç i reparació d'automòbils i 1 d'una empresa de transport.
L'únic servei als particulars que hi havia el 2009 era un taller de reparació d'automòbils i de material agrícola.
L'any 2000 a Bernes hi havia 5 explotacions agrícoles.

## Equipaments sanitaris i escolars
El 2009 hi havia una escola elemental integrada dins d'un grup escolar amb les comunes properes formant una escola dispersa.

## Poblacions més properes
El següent diagrama mostra les poblacions més properes.